# Psammophylax variabilis
Psammophylax variabilis — вид змій родини піщаних змій (Psammophiidae). Мешкає в Африці на південь від Сахари.

## Підвиди
Виділяють два підвиди:
- Psammophylax variabilis variabilis Günther, 1893;
- Psammophylax variabilis vanoyei Laurent, 1956.

## Поширення і екологія
Psammophylax variabilis мешкають в Руандіі Бурунді, на південному сході ДР Конго, на південному заході Танзанії, в Замбії, Зімбабве, Малаві і Мозамбіку та на півночі Ботсвани. Вони живуть на вологих саванах в заплавах річок, ховаються в норах і серед деревини. Відкладають яйця, в кладці від 4 до 16 яєць.